# Abelardo Colomé Ibarra
El General de Cuerpo de Ejército Abelardo Colomé Ibarra alias Furry (13 de septiembre de 1939-) es un militar cubano, miembro del Buró Político del Partido Comunista de Cuba y miembro del Comité Central del mismo organismo. Actualmente se encuentra retirado, pues solicitó su renuncia por problemas de salud. Colomé posee todas las condecoraciones civiles y militares de las Fuerzas Armadas Revolucionarias de Cuba, el Consejo de Estado y del Ministerio del Interior, incluyendo la de Héroe de la República de Cuba. 

## Actividades prerrevolucionarias
Nació en el Barrio "La Benéfica", Santiago de Cuba en 1939. Tiene estudios en Ciencias Militares, graduándose de la Escuela Superior “Frunze” en la antigua URSS, donde cursó estudios de Contra-Inteligencia e Inteligencia Militar.
Procedente de una familia humilde, estudió hasta tercer año de Bachillerato. Posteriormente fue enviado a un colegio norteamericano, mientras su tío atendía los problemas económicos de la familia. Colomé Ibarra fue miembro de la “Guardia Vieja”, por lo que combatió en contra de Fulgencio Batista bajo las órdenes de Fidel Castro y su hermano Raúl Castro. Colomé fue enviado por Frank País a unirse a las fuerzas guerrilleras en Sierra Maestra, teniendo, el 10 de marzo de 1957, su primer combate que tuvo lugar en el Uvero como ayudante de una ametralladora calibre 30. Al año siguiente se incorporó al Segundo Frente Oriental bajo las órdenes de Raúl Castro, comandando una Compañía llamada “Roberto Estévez Ruz” de la columna 17 “Abel Santamaría", que recibía órdenes de Antonio Enrique Lussón. Junto con ellos participó en los combates de Finca Chapala, Central Soledad, Limonar de Bayate, Santa Ana de Auza y Minas de Ocujal. 
Asaltó la estación de policía de San Luis y fue parte en los tres combates a Cueto, donde se hiere a sí mismo al tirar una granada americana. Luego de la victoria en 1959, descubrieron que un fragmento le había roto el cráneo y desgarrado una parte.
Alcanzó el grado de Capitán, siendo enviado a unir sus fuerzas a las de Delio Gómez Ochoa y Eddy Suñol con el fin de tomar el regimiento de Holguín.

## Triunfo de la Revolución Cubana
Al triunfo de la Revolución Cubana, fue designado Jefe de la Dirección de Inteligencia del Ejército Rebelde en abril de 1959. Formó parte de la comitiva de Fidel Castro luego de la visita de la Organización de las Naciones Unidas. 
Se tiene la creencia de que Colomé Ibarra informó en La Habana a Fidel Castro de que Hubert Matos presuntamente se levantaría en armas, lo que ocasionaria su posterior arresto. En 1961, Efigenio Ameijeiras Delgado solicitó su apoyo para la Policía Nacional Revolucionaria, donde asumió la dirección de la Policía Motorizada, misma con la que combatió durante la Invasión de bahía de Cochinos. 
En 1962 comenzó a trabajar en la Contrainteligencia Militar de las Fuerzas Armadas, cumpliendo misiones de combate internacionalista en Bolivia y Argentina, a donde entró con pasaporte falso argelino para encontrarse junto a Jorge Ricardo Masetti. En Bolivia compró una finca en Cochabamba de 4 hectáreas, cercano a Emborozu, al sur de Tarijas y cercano de Argentina. Combatió junto a Samuel Rodiles Planas y Raúl Díaz-Argüelles en la brigada militar cubana en Argelia. Participó de igual forma en la preparación de las guerrillas que combatieron con el Che Guevara en el Congo, antigua Zaire, además de involucrarse en la organización de grupos guerrilleros en Guinea-Bissau para el Partido Africano para la Independencia de Guinea y Cabo Verde. 
Colomé participó en la localización de dispositivos militares y de inteligencia en Yemen del Sur y Somalia, además de cumplir con misiones de infiltración y de combate desde México y Centroamérica hasta Venezuela. 
Fue Jefe de División en el Ejército de Oriente, participando en la Operación Mambí en 1968. Organizó el Cuerpo de Ejército Norte en Holguín hasta su nombramiento como Jefe de la Dirección de Contrainteligencia militar. En 1972 fue designado Viceministro de las Fuerzas Armadas con facultades de sustitución del Ministro Raúl Castro si estuviere ausente. En 1975, a la muerte de Raúl Díaz-Argüelles en Angola, es enviado a combate sustituyéndolo contra las fuerzas Sudafricanas y la UNITA. En 1976 fue Jefe Militar de todas las tropas cubanas en Angola. 
Colomé fue Jefe de la 10.ª Dirección de la Inteligencia Militar. Fue encargado del espionaje realizado entre los países socialistas y los miembros de la OTAN. Colomé Ibarra se encargó de llevar a cabo las investigaciones y los arrestos en el caso del General Arnaldo Ochoa Sánchez por malversación y tràfico de drogas. Luego del juicio contra el General José Abrahantes, fue nombrado Ministro del Interior hasta el 26 de octubre de 2015, cuando solicitó su renuncia, en carta enviada al presidente Raúl. El Consejo de Estado acordó condecorarlo con la Orden Por el Servicio a la Patria de Primer Grado por su ejemplar trayectoria.